# Lula Buarque
Luiz Buarque de Hollanda Filho, conhecido como Lula Buarque (Rio de Janeiro, 20 de janeiro de 1963) é um diretor de cinema, produtor e documentarista brasileiro, sócio fundador da Conspiração Filmes, importante produtora audiovisual do Brasil. Atualmente é sócio da Espiral, produtora focada em filmes documentários e ficcionais com temas contemporâneos de impacto social.

## Biografia
Lula Buarque nasceu no Rio de Janeiro numa família de intelectuais. Filho de Luiz Buarque de Hollanda, advogado e colecionador de arte, e da ensaísta e pesquisadora Heloísa Teixeira, estudou antropologia na UFRJ e fez mestrado em cinema na NYU.
Seu primeiro contato com o cinema foi como coordenador de pesquisa de Joaquim Pedro de Andrade (1932-1988), no projeto de filmar Casa Grande e Senzala baseado na obra homônima de Gilberto Freyre. No final dos anos 1980 foi o primeiro empresário da cantora Marisa Monte, respondeu pela produção executiva de seus dois primeiros discos e  produziu o primeiro especial da cantora para TV, intitulado “MM”.
Em 1991, depois da temporada em Nova York, onde cursou o mestrado de Cinema Studies, na NYU, fundou, junto com os amigos Arthur Fontes, Cláudio Torres e José Henrique Fonseca, também cineastas, a Conspiração Filmes. Nos anos 90 dirigiu e produziu videoclipes, especiais de televisão e documentários musicais para os mais importantes artistas brasileiros, entre eles Caetano Veloso, Gilberto Gil, Legião Urbana, Titãs e Milton Nascimento, além de diversos filmes publicitários. Em 1998 dirigiu um documentário sobre Pierre Fatumbi Verger, Mensageiro de Dois Mundos, exibido em 33 países e selecionado para os festivais de Munique, Milão, Montreal, Havana e o Margareth Mead Festival (Nova York), tendo recebido prêmio de melhor documentário do ano da Academia Brasileira de Cinema (1999).
Foi codiretor de O Mistério do Samba, (com Carolina Jabor), documentário sobre a Velha Guarda da Portela, selecionado para o Festival de Cannes e novamente ganhador do prêmio de melhor documentário do ano da Academia Brasileira de Cinema (2009).
Fez parte da equipe de diretores da primeira temporada da série de televisão Mandrake. Lula Buarque lançou seu primeiro longa-metragem de ficção em 2003, Casseta & Planeta: A Taça do Mundo É Nossa e produziu o longa dirigido por Breno Silveira, À Beira do Caminho (2012). No ano seguinte filmou O Vendedor de Passados, livremente inspirado no livro homônimo do escritor José Eduardo Agualusa, estrelado por Lázaro Ramos e Alinne Moraes.  Lançado em 2015, o filme participou de festivais brasileiros e internacionais, foi premiado no Festival de Recife (melhor ator e melhor edição de som) e foi assistido por mais de oito milhões de pessoas através da TV Globo. Entre 2015 e 2016 filmou  O Muro, documentário sobre a polarização política da sociedade brasileira, tendo como ponto de partida o processo de impeachment da presidente Dilma Rousseff. O filme participou da Mostra Internacional de Cinema de SP e Premiére Brasil do Festival do Rio (2017), e foi lançado nas salas de cinema e no canal Curta! em junho de 2018. Em 2019 dirigiu o documentário GilbertoGil Antologia Vol1, que participou do Festival do Rio e foi exibido no Canal Curta!.
Lula atua também nas artes plásticas. Produziu a série de filmes de arte “Destricted.br”,  com a Galeria Fortes Vilaça e o curador Neville Wakefield, com trabalhos de Adriana Varejão, Miguel Rio Branco, Tunga, Dora Longo Bahia, Janaina Tschäpe, Julião Sarmento e Marcos Chaves, Karim Aïnouz e do próprio Lula Buarque. A série de filmes curtos foi apresentado no Festival do Rio em 2010, no Galpão Fortes Villaça em 2011 e, individualmente, em diversos museus e galerias nacionais e internacionais. Em 2014 produziu o filme e a instalação "Transbarroco" com a artista Adriana Varejão. Em 2016 participou com o filme de arte "Arrastão" da mostra  A Invenção da Praia, com curadoria de Paula Alzugaray. Em 2018 sua obra "Ex-Centrum" foi convidada a integrar a exposição Samba do Museu de Arte do Rio, com curadoria de Marcelo Gomes, Evandro Salles e Ney Lopes, "Tempo Negro" para integrar a exposição 50 Anos do AI-5 no Instituto Tomie Ohtake, com curadoria de Paulo Miyada, e realizou a instalação "Arquitetura Distópica"  para exposição na Galeria da Gávea com curadoria de Leno Veras.
Em 2024 lançou O Nascimento de H. Teixeira, um documentário sobre a vida de sua mãe, Heloísa Teixeira.

## Filmografia

### Diretor
- Gilberto Gil Antologia Vol1 (2019)

- O Muro (2018)
- O Vendedor de Passados (2015)
- O Mistério do Samba (2008) - Vencedor Melhor Documentário ABC
- Casseta & Planeta: A Taça do Mundo é Nossa (2003)
- Pierre Verger: Mensageiro Entre Dois Mundos (1998) - Vencedor Melhor Documentário ABC, Festival de Cannes

### Produtor
- Movimentos do Invisível (2020)
- Favela é Moda ( 2020) -Vencedor Melhor Documentário pelo Voto Popular Festival e Menção Honrosa do Juri, do Rio 2019
- Uma garota chamada Marina (2019)[3]
- À Beira do Caminho (2012), de Breno Silveira
- Viva São João (2002), de Andrucha Waddington

### Documentários para TV
- Mar sem Fim (2001)  (direção Breno Silveira) - produtor
- Gilberto Gil – Filhos de Gandhi (2000)
- Gilberto Gil: Tempo Rei (1996), com Andrucha e Breno
- Milton Nascimento – A Sede do Peixe (1998), com Carolina Jabor
- Titãs - Tudo ao mesmo tempo agora (1991)com Arthur Fontes

### Especiais / DVD’s  musicais
- Gilberto Gil – KAYA N'GAN DAYA - 2002
- Marisa Monte – Memórias, Crônicas e Declarações de Amor (com Claudio Torres) - 2001
- Marisa Monte – Barulhinho Bom (com Claudio Torres) – 1997
- Marisa Monte – Mais (com Artur Fontes) – 1992
- Marisa Monte – “MM”  (direção Walter Salles e Nelson Motta) produtor - 1989

### Série de TV
- Mandrake - 2005